# Bezirk La Pintada
La Pintada ist ein Bezirk (distrito) der Provinz Coclé in Panama. Die Einwohnerzahl betrug laut Volkszählung 2023 29.698.

## Gliederung
Der Bezirk La Pintada ist administrativ in folgende Corregimientos unterteilt:
- La Pintada (Hauptort)
- El Harino
- El Potrero
- Llano Grande
- Piedras Gordas
- Las Lomas
- Llano Norte